# 무천
무천(舞天)은 동예에서 행해진 제천의식이다.
10월(음력)에 하늘에 제사를 지내고 밤낮으로 술을 마시며 노래를 부르고 춤을 추었다고 하며, 호랑이를 신으로 삼고 호랑이한테 제사를 지냈다고 기록되어있다.

## 같이 보기
- 동맹
- 영고
- 동제